# Мирна (Адріатичне море)
Мирна (хорв. Mirna, лат. Ningus Flumen) — річка на півострові Істрія, Хорватія (басейн Адріатичного моря). 
У перекладі з хорватської назва річки означає «Тиха».
Довжина річки — 53 км, площа басейну — 458 км². Пересічний показник витрат води становить 16 м³/с.
Основними населеними пунктами, розташованими вздовж річки, є Мотовун та Бузет.

## Географія протікання і використання
Мирна бере свій початок біля найменшого міста у світі Хум і впадає в Адріатичне море неподалік від міста Новіграда. 
Міст над Мирною або міст Антена, побудований біля однойменного села неподалік Новіграда має протяжність 1 378 метрів, є найважливішим серед мостів на магістралі A9 , що зв'язує південну Істрію з північною частиною півострова, Словенією та Італією.
Річка Мірна входить до складу природного пам'ятника Мотовунський ліс, який у 1816 став «яблуком розбрату» між містами Опрталь та Мотовун, і згодом був націоналізований. Здебільшого навколо русла річки ростуть дуб та ясен, а також знаходяться місця для збору чорного і білого трюфелів.

## Галерея

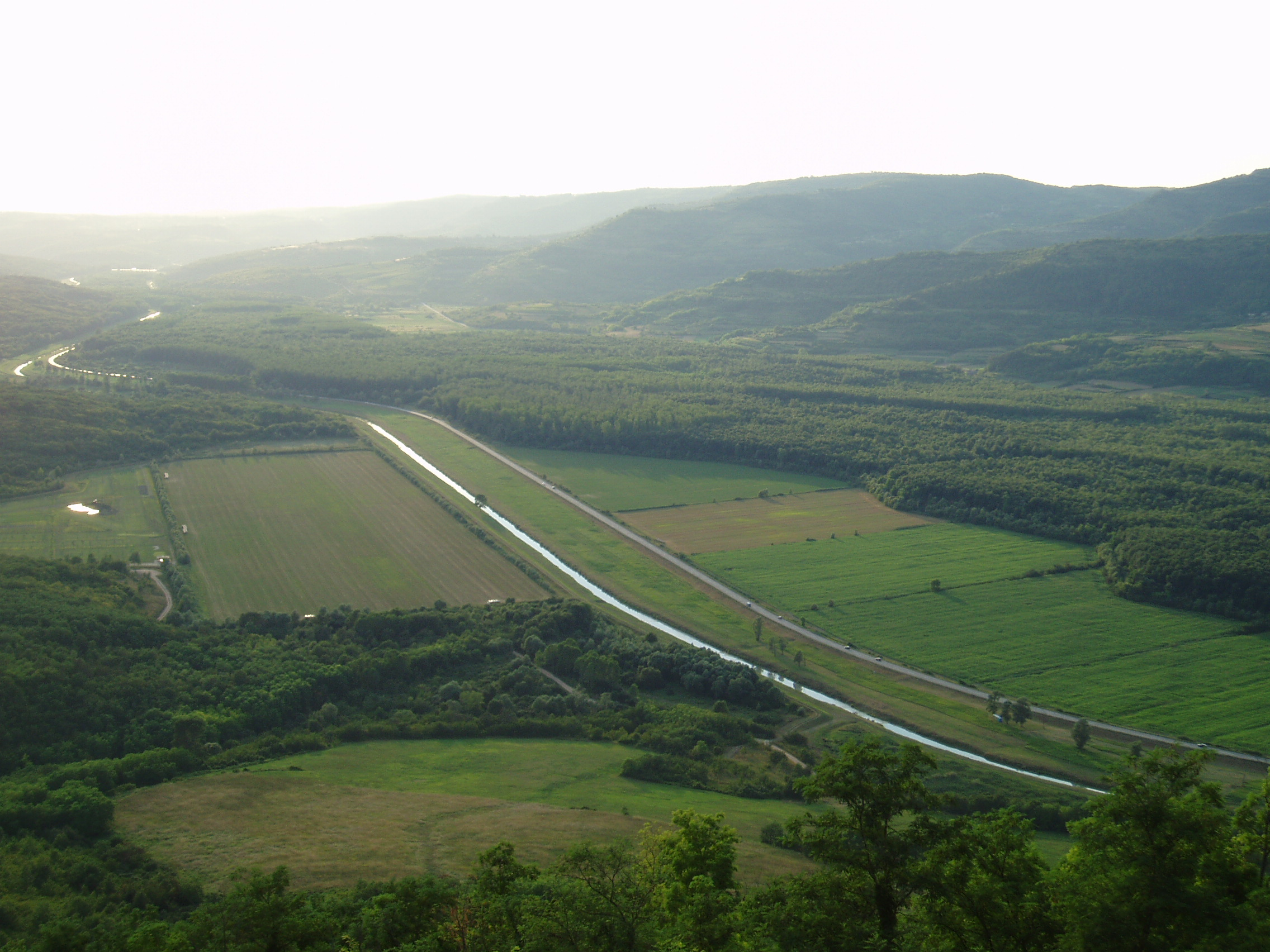
Долина річки Мірна
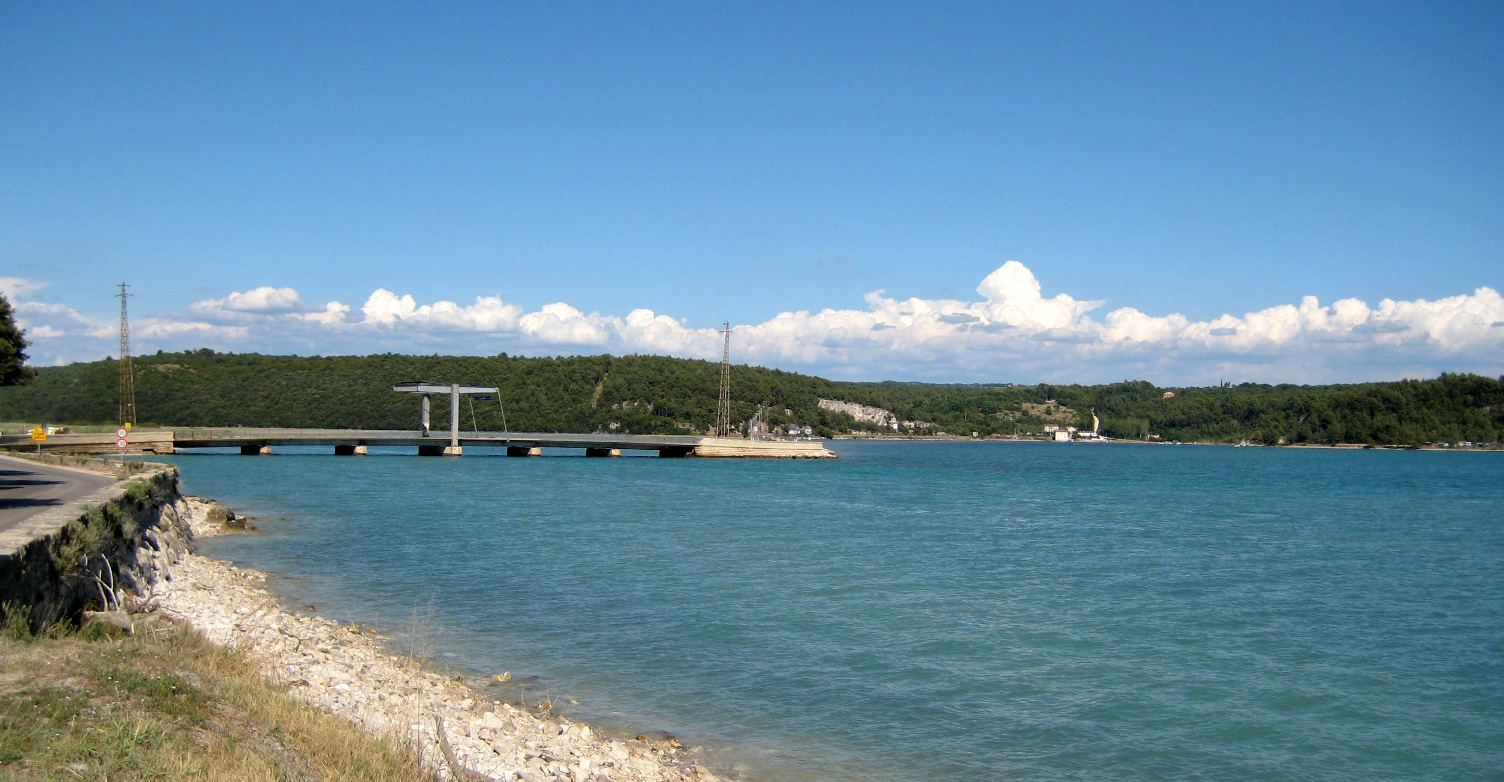
Гирлоя річки близько Новіграда
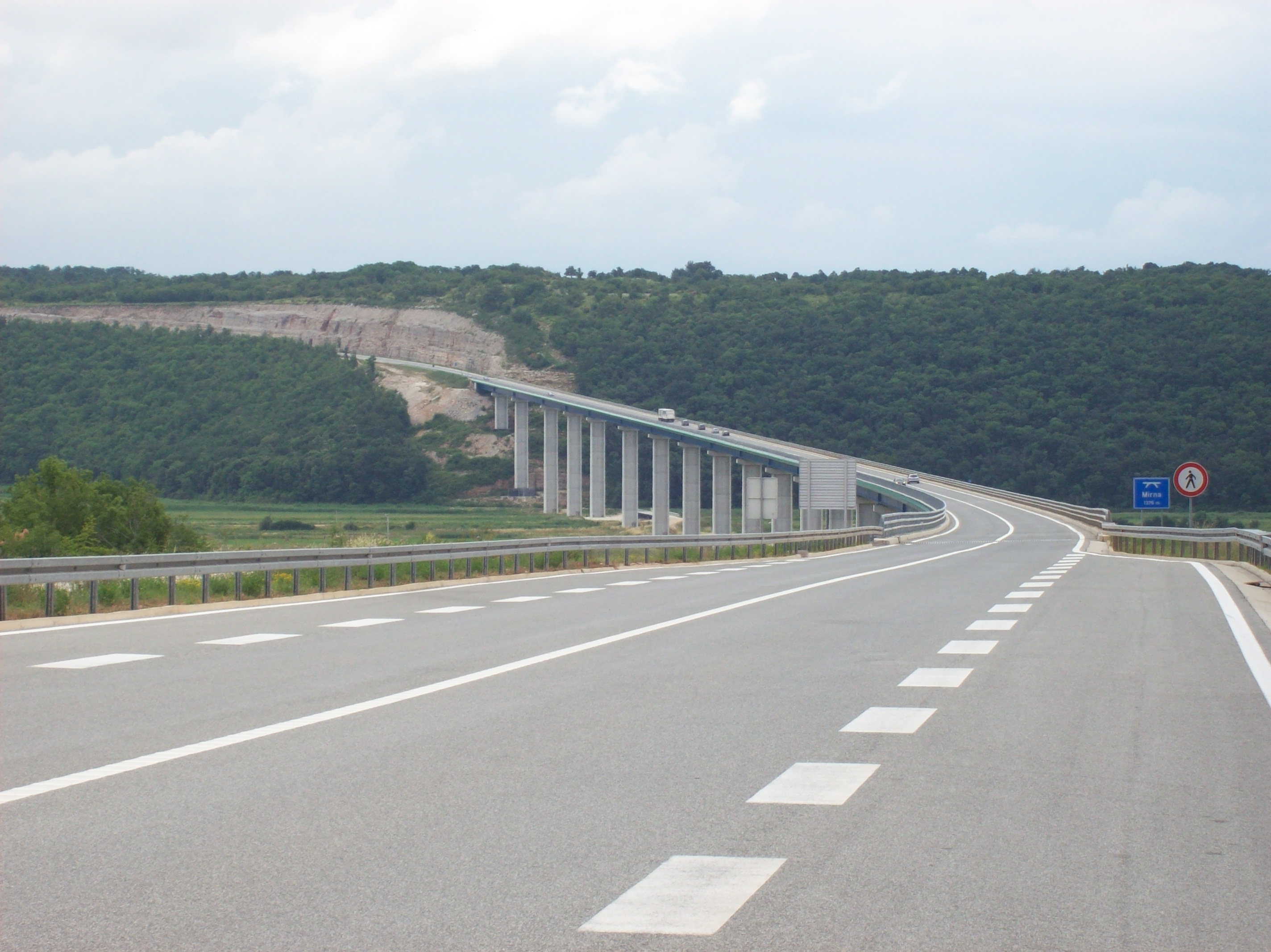
Міст над Мирною
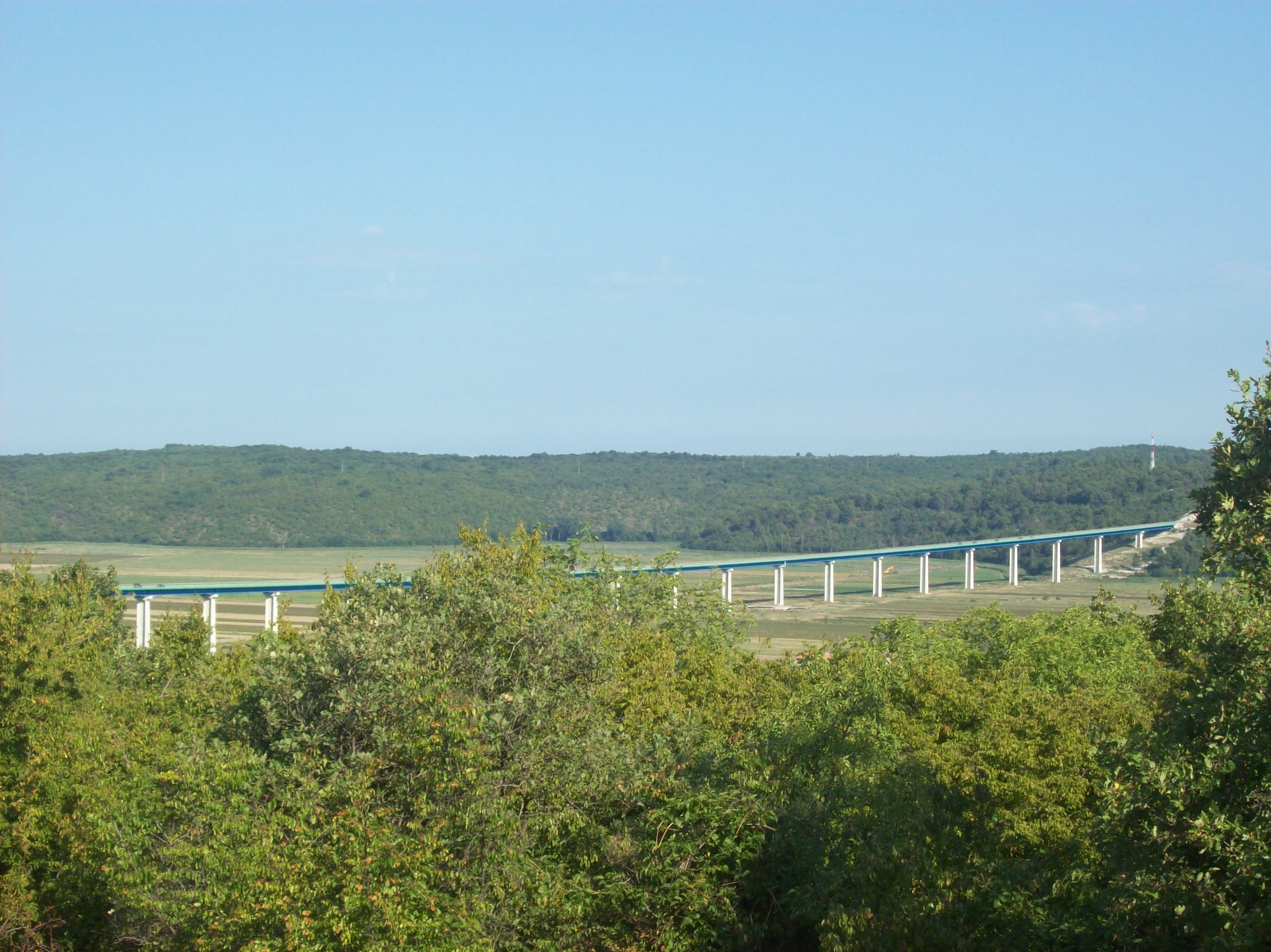
Міст над Мирною (вид зі східної сторони)
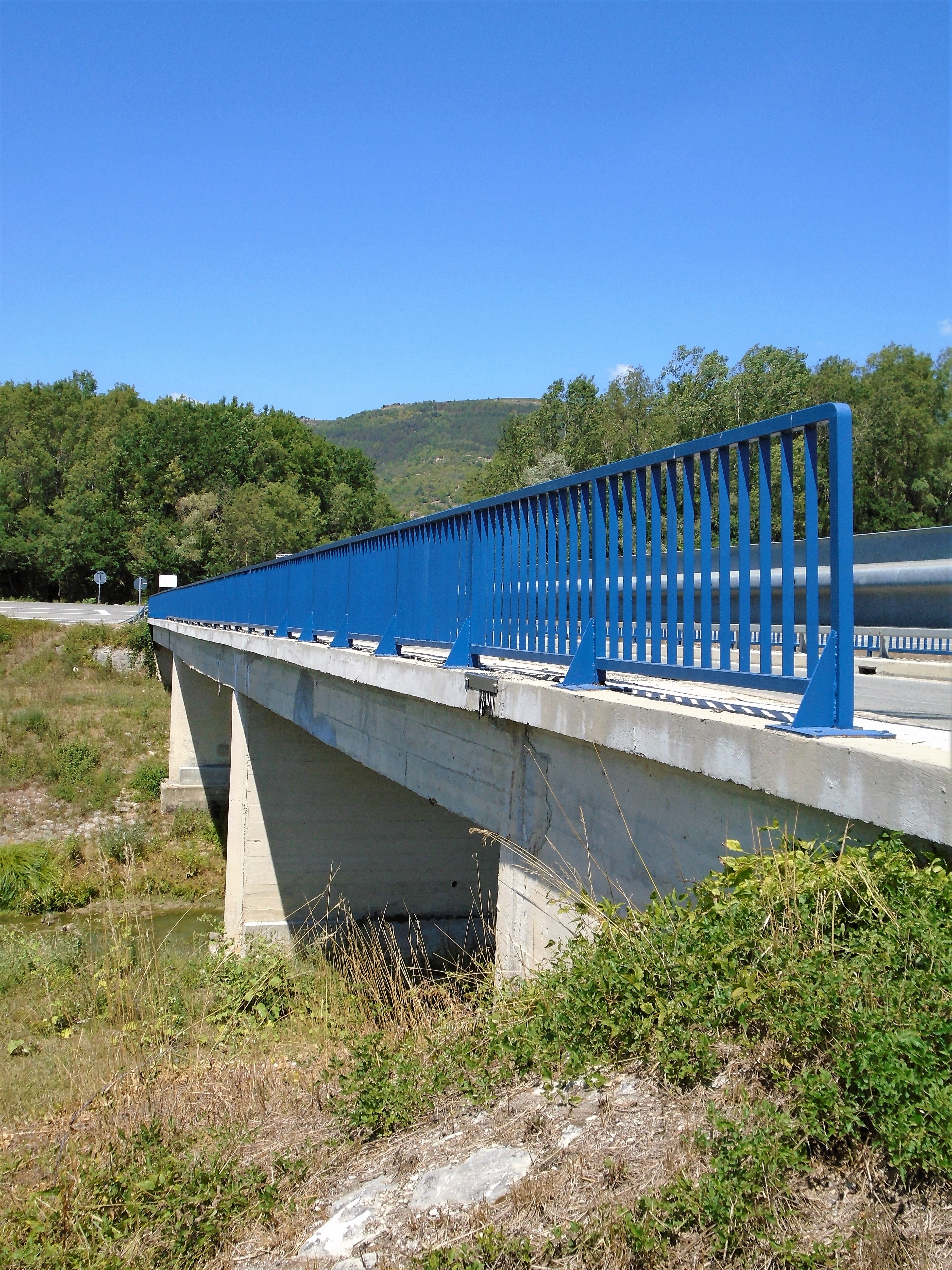
Міст над Мирною біля Мотовуна